# Sibřina
Sibřina (en allemand : Sibschina) est une commune du district de Prague-Est, dans la région de Bohême-Centrale, en République tchèque. Sa population s'élevait à 912 habitants en 2020.

## Géographie
Sibřina se trouve à 5 km à l'ouest-sud-ouest d'Úvaly et à 17 km à l'est du centre de Prague.
La commune est limitée par Prague au sud-ouest, à l'ouest et au nord, par Květnice et Sluštice à l'est, et par Křenice au sud.

## Histoire
La première mention écrite de la localité date de 1197.

## Administration
La commune se compose de deux quartiers :
- Sibřina
- Stupice